# قائمة الكنائس في الأردن
فيما يلي قائمة كنائس طائفة الروم الأرثوذكس في الأردن:

## القائمة
| الاسم                           | الموقع      | الكاهن المسؤول                 |
| ------------------------------- | ----------- | ------------------------------ |
| كاتدرائية دخول السيد الهيكل     | الصويفية    | الأرشمندريت خريستوفوروس حداد   |
| كاتدرائية بشارة والدة الإله     | العبدلي     | الأرشمندريت فينيذكتوس كيال     |
| كنيسة تجلي المخلص               | البلد       | الأب سوتيريوس هلسة             |
| كنيسة الصعود                    | خلدا        | الايكونوموس إبراهيم قاقيش      |
| كنيسة النبي ايليا               | أبو نصير    | الأب سيرافيم سلمان             |
| كنيسة ميلاد والدة الاله         | جبل التاج   | الاب ثيوذوروس- باسم حداد       |
| كنيسة القديس جوارجيوس           | جبل الهاشمي | الايكونومس عبد الله حمارنة     |
| كنيسة القديس نيقولاس            | ماركا       | الايكونومس عيسى عياش           |
| كنيسة القديسين قسطنطين وهيلانة  | مرج الحمام  | الايكونومس الكسيوس قاقيش       |
| كنيسة رقاد والدة الاله          | السلط       | جبرائيل طعامنة                 |
| كنيسة القديس جوارجيوس           | السلط       | جبرائيل طعامنة                 |
| كنيسة رقاد والدة الإله          | الرميمين    | الايكونومس متى حداد            |
| كنيسة القديس جوارجيوس           | صافوط       | الاب اليكساندروس مخامرة        |
| كنيسة القديس جوارجيوس           | الزرقاء     | الايكونوموس خرالامبوس حداد     |
| كنيسة القديس جوارجيوس           | الكرك       | الايكونوموس يوحنا حماتي        |
| كنيسة القديس جوارجيوس           | أدر         | الايكونوموس انطونيوس مدانات    |
| كنيسة القديس جاوارجيوس          | حمود        | لايكونومس يوحنا حماتي          |
| كنيسة القديس جوارجيوس           | الربة       | الايكونومس قسطنطين (فادي) هلسة |
| كنيسة القديس نيقولاوس           | العقبة      | الأرشمندريت كلافذيوس           |
| دير السيدة العذراء ينبوع الحياة | دبين        | الراهبة ايرينيه عويص           |
| كنيسة القديس بولس               | أم الرصاص   |                                |
| كنيسة القديس سيرجيوس            | أم الرصاص   |                                |
| كنيسة سيدة الجبل                | عنجرة       |                                |
| كنيسة سيدة البشارة              |             |                                |
| كنيسة ماريانوس                  | جرش         |                                |
| كنيسة السيدة العذراء للأقباط    |             |                                |
| دير القديس يوحنا المعمدان       | نهر الأردن  | متروبوليت فيلاذيلفيا فينيذكتوس |
| كنيسة عمان المعمدانية           |             |                                |

## الكنائس الأثرية
| كنيسه ام العمد                         |           |
| كنائس مار الياس                        |           |
| كنيسة القديس جاورجيوس أو كنيسة الخارطة | مادبا     |
| كنيسة جبل نيبو                         |           |
| كنائس أم الجمال                        |           |
| كنيسة القديس أسطفان                    | أم الرصاص |
| كنيسة الرسل                            | مادبا     |
| كنيسة العذراء                          | مادبا     |
| دير اللاتين                            | مادبا     |
| كنيسة الخارطة                          | مادبا     |
| كنيسة الخضر                            | السلط     |
| كنيسة العقبة                           |           |
| كنيسة حوفا الوسطية                     |           |
| كنيسة قصر البشارات                     | عمان      |
| كنيسة العهد الجديد الإنجيلية           | عمان      |